# Алексије I Гавра
Алексије I Гавра († 1434) - византијски кнез државе Теодоро на Криму 1402-1434 из династије Гавра.

## Кратка биографија
Био је син кнеза Стефана Гавре од Теодора. Био је један од значајнијих владара у историји кнежевине Теодоро. ИЗвршио је обнову разорене земље. Такође је започео њено територијално ширење, што је довело до ратова са ђеновском колонијом Кафа на Криму. Ратови вођени у периоду 1422-1424. и поново од 1433. године вођени су са променљивим успехом. Завршили су се без значајнијих територијалних промена или губитака за обе стране. Његови синови су били наредни владари кнежевине Теодоро: Алексије II Гавра (1434–1444), Јован Гавра (1444–1460) и Исак Гавра (1471–1474). Његове ћерке су биле: Марија Готска, жена последњег цара Трапезунта, Давида II Великог Комнина (1458-1461), и Марија Гавра од Теодора, жена кнеза Стефана III Великог, владара Молдавије.